# 茨城県教育委員会
茨城県教育委員会（いばらきけんきょういくいいんかい）は、茨城県の教育委員会である。

## 概要
茨城県内の教育に関する事務を所掌する行政委員会であり、2015年の改正地方教育行政組織運営法施行により「教育委員会の会務を総理し、教育委員会を代表する」（同法第13条）教育長を含めて、7人の委員で構成される。近年は、学力向上、高校改革などの教育改革に取り組んでいる。
広義では、教育委員会の執行機関である教育委員会事務局を含めて、教育委員会と呼ぶこともある。茨城県教育委員会は、2部・9課・5教育事務所・120県立学校(高等学校95校、中等教育学校2校、中学校1校、特別支援学校22校)・22の学校以外の教育機関等(図書館、美術館・博物館、生涯学習センター、青少年教育施設、スポーツ関連施設等)で構成されている。

## 組織
- 企画室
- 総務課
- 財務課
- 義務教育課
- 高校教育課
- 特別支援教育課
- 生涯学習課
- 保健体育課
- 福利厚生課
- 文化課

## 所在地
- 〒310-8588 水戸市笠原町978番6

## 市町村教育委員会
- 水戸市教育委員会

## 事案
2015年11月18日の県総合教育会議において、茨城県教育委員の長谷川智恵子は、11月4日に県内の特別支援学校を視察したことを踏まえ「妊娠初期にもっと（障害の有無が）わかるようにできないのか。（教職員も）すごい人数が従事しており、大変な予算だろうと思う」「意識改革しないと。技術で（障害の有無が）わかれば一番いい。生まれてきてからじゃ本当に大変」「茨城県では減らしていける方向になったらいい」と発言した。県知事橋本昌は、この会議に同席し終了後一部報道機関の取材に「問題ない」との認識を示していたが、批判を受け11月21日の緊急記者会見で陳謝した。長谷川は11月20日県教育委員辞任を知事に申し出た。

## 出来事

### 反ワクチン・反マスク・陰謀論団体のイベントを後援
2023年2月19日、つくば市で開催された反ワクチン・反マスク・陰謀論を唱える団体の講演会を後援した。このイベントは、茨城県教育委員会、つくば市、結城市教育委員会の3つの行政機関が後援し、国光あやの総務大臣政務官（衆議院議員、自民）、星田弘司茨城県議会議員（自民）、山本美和茨城県議会議員（公明）、五頭泰誠つくば市議会議員（自民）が登壇し、青山大人衆議院議員（立民）の祝電が読み上げられた。講演会では「マスク着用やデジタル社会が子供の脳の発達に影響を与える」「マスクを着けていると子供は発育過程で『出っ歯』『面長』になる」などといった説が話され、開演前はヒーラーが「傷ついた細胞・DNAを修復させる」演奏を行った。祝電を送った青山議員は、取材に対して「茨城県など（行政機関）が後援になっていたので、問題ないと思った」と語り、つくば市では「つくば市後援」の文字があったため、信頼できるものとしてチラシがポストに投函され、認可保育園や市立小学校でも配られたという。取材に対し、茨城県保健体育課（県教育委員会名義で後援）は、「当日は職員が現地で講演を聞いた。今後マスクを外すことが基本となることから、講演内容が教育委員会の方針に反するものではないと認識している」と回答した。